# 전자행정시스템
전자행정시스템 또는 전자문서시스템은 행정 사무 처리를 문서 기안, 결재, 유통 등을 전자적으로 처리하기 위해서 만들어진 사무자동화 행정 처리 과정이다. 
연필, 필기구를 이용한 수기 기록, 기안, 시행, 결재가 이루어졌으나 2005년 이후 국군에서는 표준전자결재체계, 행정기관은 전자문서시스템, 교육행정기관은 업무관리시스템 등의 이름으로 도입되어 전자화된 기안, 문서 결재, 시행, 처리, 기록 등의 업무를 수행하게 되었다.
과년도, 전년도의 서류는 기존 수기 기록 체제에서는 서고로 이관되어 보존되다가, 보존기한이 넘어가면 폐기되거나 창고로 이송되었지만 전자행정시스템의 도입으로 과년도 문서는 해당 보안, 기록열람 부서 담당자만이 접근 가능하며 기록열람 담당자의 승인을 얻어 찾을 수 있다.

## 같이 보기
- 사무자동화
- 생산자동화